# Buttero

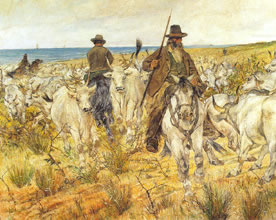
Butteri de Giovanni Fattori.

Les butteri (buttero au singulier) sont les derniers éleveurs à cheval de la Maremme ou des Marais pontins (Latium). Ils ne sont plus qu'une poignée en Maremme, cette Camargue italienne dans le sud-ouest de la Toscane.
Dans les troupeaux de vaches maremmanas, aux cornes impressionnantes, la fin du printemps coïncide avec la période des naissances. Poussés par les butteri chevauchant leur Maremmano, les veaux sont menés vers les pâturages. Ils prendront peu à peu leur teinte claire caractéristique.
Chaque buttero possède un uncino, en sorbier ou en olivier. Manié avec adresse, ce bâton de travail lui sert à aiguillonner les bêtes, à passer un licol ou à ouvrir une clôture sans descendre de cheval.